# Distretto di Jhapa
Il distretto di Jhapa (in nepalese झापा जिल्ला ) è uno dei 77 distretti del Nepal, in seguito alla riforma costituzionale del 2015 fa parte della provincia di Koshi.
Il capoluogo è la città di Bhadrapur.
Geograficamente il distretto appartiene alla zona pianeggiante del Terai. Il confine est con lo Stato indiano del Bengala Occidentale è segnato dal fiume Mechi, un affluente del Gange.
Il principale gruppo etnico presente nel distretto sono i Bahun.

## Municipalità
Il distretto è suddiviso in 15 municipalità, sette urbane e 8 rurali:

### Urbane
- Mechinagar
- Bhadrapur
- Birtamod
- Arjundhara Municipality
- Kankai Municipality
- Shivasatakshi Municipality
- Gauradaha
- Damak

### Rurali
- Buddhashanti
- Haldibari
- Kachankawal
- Barhadashi
- Jhapa Rural Municipality
- Gauriganj, Nepal
- Kamal, Jhapa